# Леов, Вилли
Ви́лли Ле́ов (нем. Willy Leow; 25 января 1887, Бранденбург-на-Хафеле, провинция Бранденбург, Королевство Пруссия, Германская империя — 3 октября 1937, Москва, СССР) — один из основателей и руководителей Коммунистической партии Германии, сподвижник Эрнста Тельмана.

## Биография
Родился 25 января 1887 года в Бранденбурге-на-Хафеле; по окончании народной школы выучился на плотника. Посещал также школу рабочего образования в Берлине. В январе 1904 года вступил в Союз деревообработчиков и в СДПГ. В 1916 году вступил в Независимую социал-демократическую партию. Активно участвовал в организации Союза Спартака, к которому присоединился во время Первой мировой войны. В апреле 1918 года вместе с Лео Йогихесом, Вилли Будичем был арестован и освобожден только после революции в ноябре 1918 года. Член и функционер Коммунистической партии Германии (КПГ) с момента ее основания. Сначала первый секретарь партии на северо-западе Берлина, затем комендант в доме Карла Либкнехта, штаб-квартире КПГ. Делегат VII съезда партии в Йене в 1921 году. В мае 1925 года на 1-м съезде Союза красных фронтовиков, военизированной организации КПГ, созданной для защиты рабочих собраний и демонстраций, был избран 2-м председателем, тогда как Эрнст Тельман стал председателем. После того как в октябре 1925 года Тельман был избран лидером КПГ, практически стал главой Союза красных фронтовиков. На XI съезде партии в 1927 году был избран кандидатом в ЦК, в том же году предпринял длительную поездку в Советский Союз. В мае 1928 года вошел в рейхстаг по списку КПГ и оставался депутатом до 1933 года. Во время «аферы Витторфа» в 1928 году поползли слухи, что Леов замешан в коррупции и бесхозяйственности в Союзе красных фронтовиков. Но когда Сталин восстановил Тельмана в должности, укрепилось и положение его доверенного лица Леова. Несмотря на грубость и пьянство, он сделал стремительную карьеру. XII съезд партии в 1929 году избрал Леова членом ЦК, он также возглавил нелегальный Союз красных фронтовиков.
Эмигрировав в 1933 году после прихода к власти национал-социалистов, Леов приехал в 1934 году в Советский Союз, где его звали Леов-Гофман. Сначала он работал редактором, а затем заместителем директора «Немгосиздата», немецкого государственного издательства в Энгельсе (тогда — АССР немцев Поволжья). 26 февраля 1936 года он был арестован НКВД и 3 октября 1937 года по обвинению в участии в «антисоветской троцкистско-фашистской террористической организации» приговорён военной коллегией Верховного суда СССР к смертной казни. В тот же день был расстрелян в Москве. Похоронен на Донском кладбище. Реабилитирован 29 сентября 1988 года Пленумом Верховного Суда СССР.